# Municipio de Franklin (condado de York)
El municipio de Franklin (en inglés: Franklin Township) es un municipio ubicado en el condado de York en el estado estadounidense de Pensilvania. En el año 2000 tenía una población de 4,515 habitantes y una densidad poblacional de 91 personas por km².

## Geografía
El municipio de Franklin se encuentra ubicado en las coordenadas 40°04′00″N 77°07′59″O / 40.06667, -77.13306.

## Demografía
Según la Oficina del Censo en 2000 los ingresos medios por hogar en la localidad eran de $49,020 y los ingresos medios por familia eran $60,313. Los hombres tenían unos ingresos medios de $40,431 frente a los $27,463 para las mujeres. La renta per cápita para la localidad era de $24,322. Alrededor del 5,1% de la población estaban por debajo del umbral de pobreza.